# بد بلاد: رازها و دروغ‌ها در یک استارت‌آپ سیلیکون ولی
بد بلاد: رازها و دروغ‌ها در یک استارت‌آپ در دره سیلیکونی (انگلیسی: Bad Blood: Secrets and Lies in a Silicon Valley Startup) کتابی نوشته جان کری‌رو است که تاریخچه شرکت ترانوس را بیان می‌کند. این شرکت چندمیلیارد دلاری به خاطر کلاه‌برداری تعطیل شد و مدیرعامل آن الیزابت هولمز، در حال حاضر در زندان  فدرال زنان  در تگزاس زندانی است
این کتاب برنده جایزه بهترین کتاب سال فایننشال تایمز شده و یک سریال کوتاه با بازی آماندا سایفرد و کارگردانی آدام مک‌کی، به نام دراپ‌اوت بر اساس این کتاب ساخته شده است.